# Tod Mariens (La Martyre)

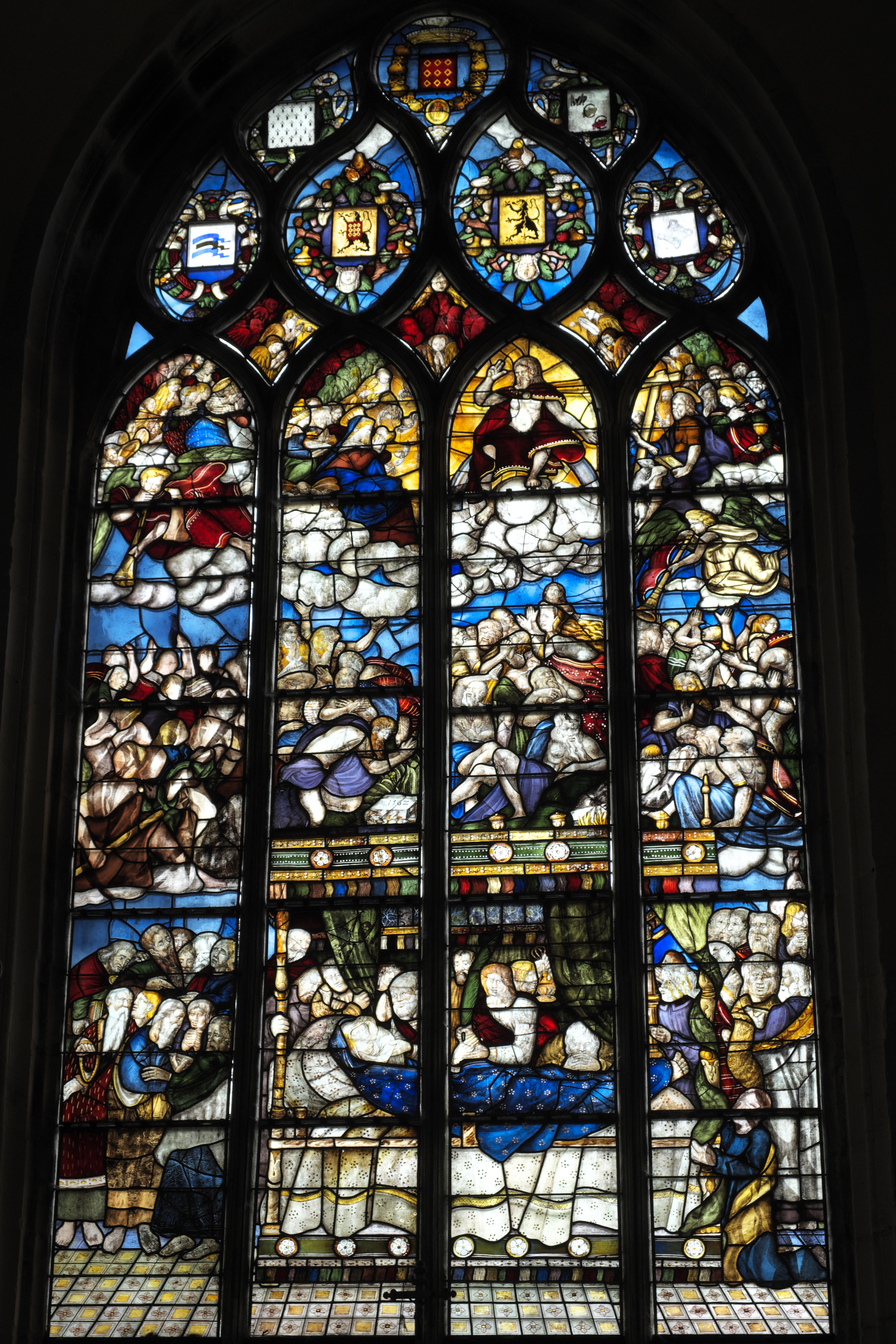
Fenster Tod Mariens in La Martyre

Das Fenster Tod Mariens in der katholischen Pfarrkirche St-Salomon in La Martyre, einer französischen Gemeinde im Département Finistère in der Region Bretagne, wurde im dritten Viertel des 16. Jahrhunderts geschaffen.
Das viergeteilte Fenster im Chor stammt aus einer unbekannten Werkstatt. Es stellt in der Hauptszene (unten) den Tod Mariens, umgeben von den zwölf Aposteln, dar. Darüber ist das Jüngste Gericht zu sehen, die Szene wurde 1562 geschaffen.
Das Fenster wurde 1990 restauriert und ergänzt. Im Maßwerk sind die modernen Wappen der Gemeinde, des Départements und des Kultusministeriums, die zur Restaurierung beigetragen haben, angebracht.
Neben dem Fenster Tod Mariens sind noch drei weitere Fenster aus der Zeit der Renaissance in der Kirche erhalten (siehe Navigationsleiste).

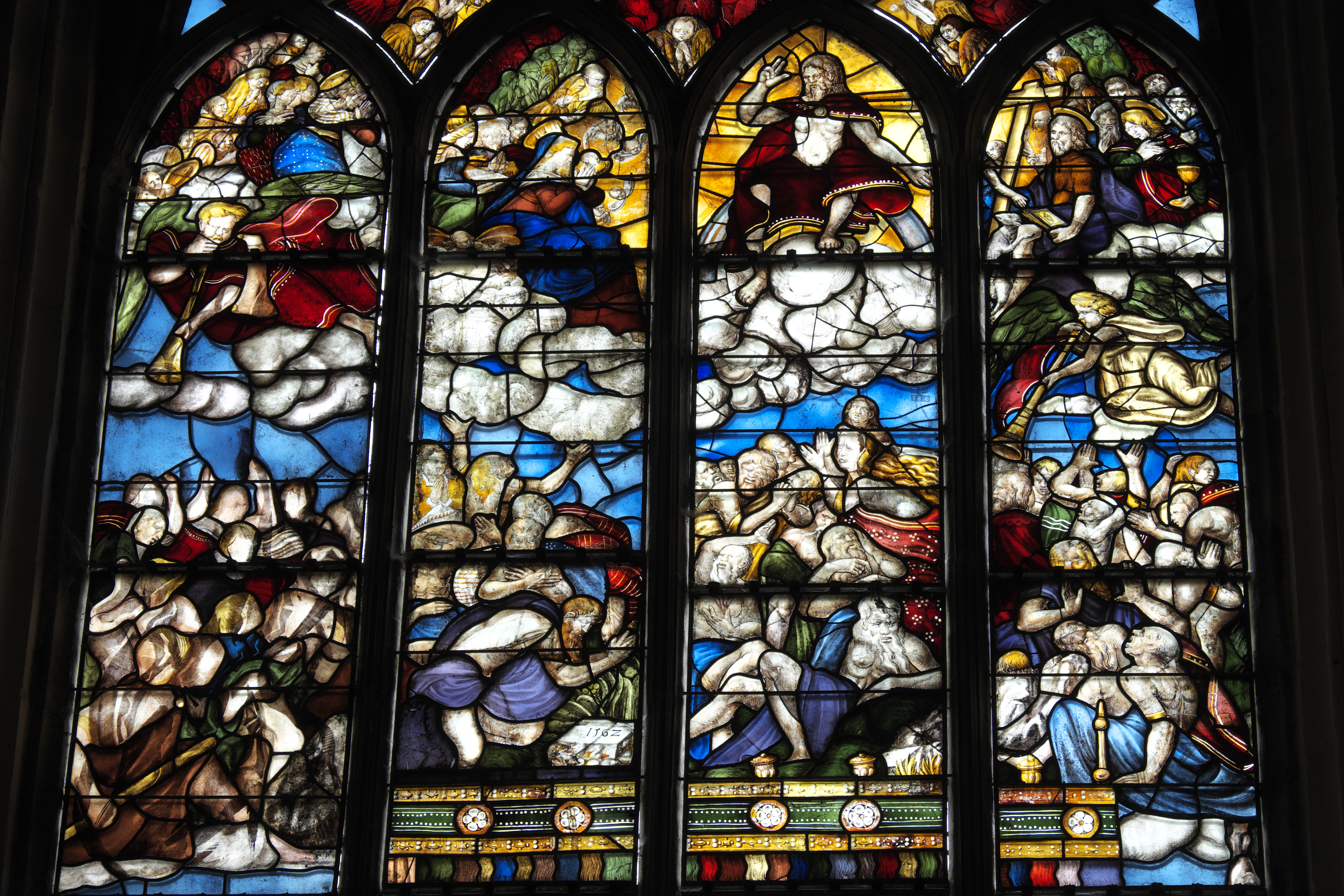
Jüngstes Gericht
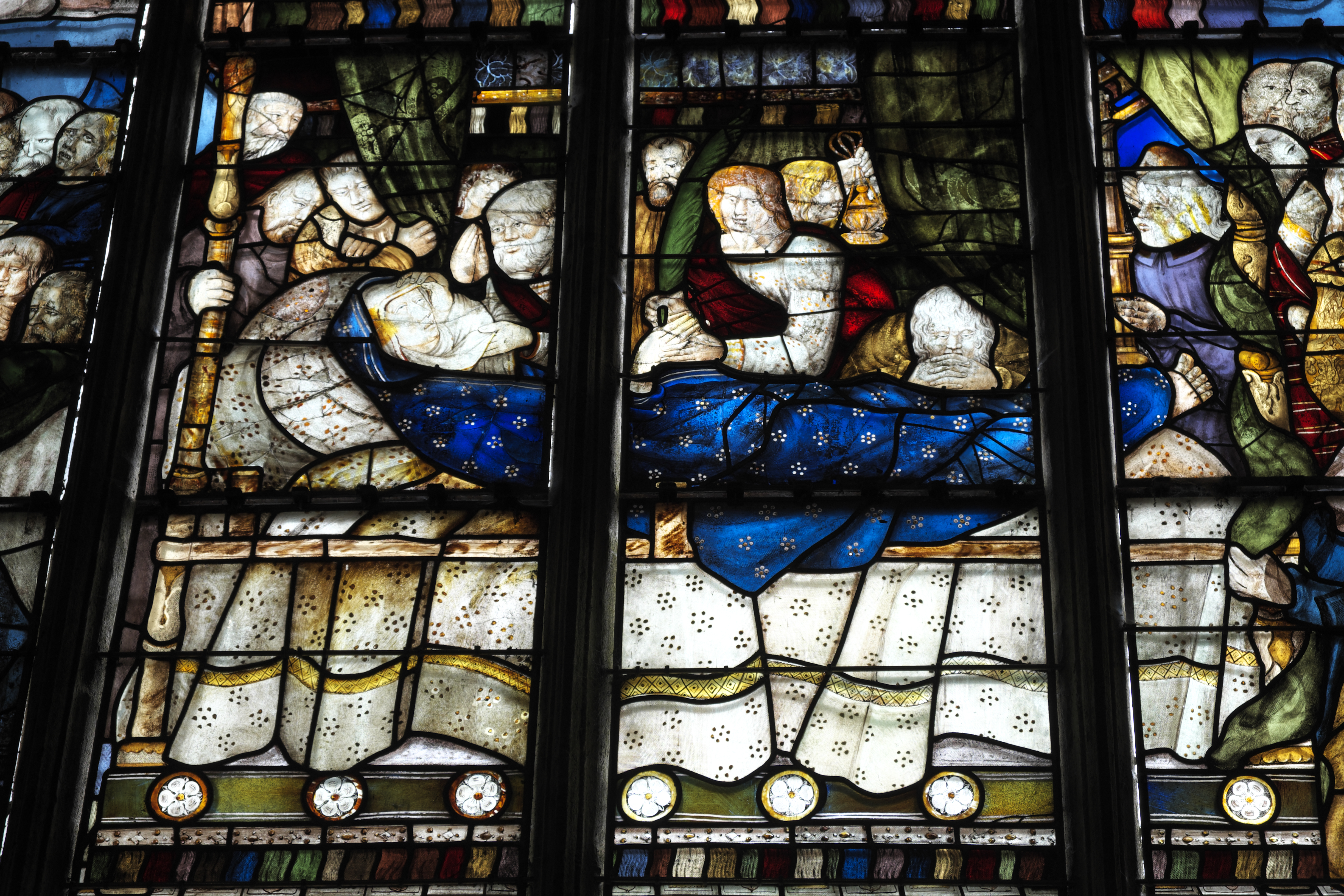
Maria auf dem Sterbebett
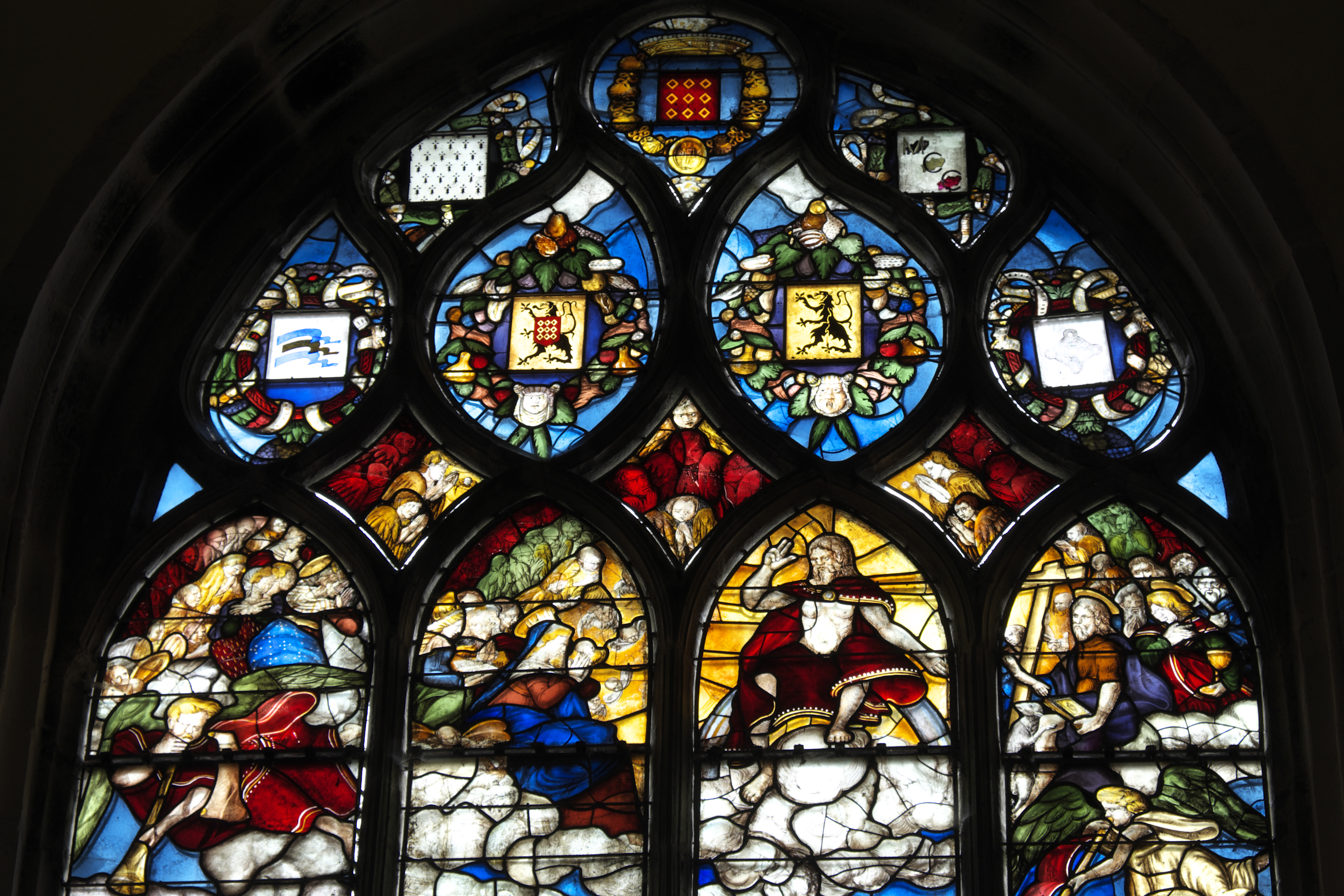
Maßwerk mit Wappen